# Мала Буња
Мала Буња (рум. Bunea Mică) је насељено место града Фађет у жупанији Тимиш у Румунији. Према попису из 2021 године било је без становника.